# МКС-73
МКС-73 — сімдесят третій довготривалий екіпаж Міжнародної космічної станції. Його робота розпочалась 19 квітня 2025 року з моменту відстиковки від станції корабля Союз МС-26 та буде тривати до грудня 2025 року.

## Екіпаж
Експедиція складатиметься з декількох етапів — на першому на станції працюватиме 7 космонавтів — екіпажі кораблів Союз МС-27 та SpaceX Crew-10; у липні 2025 року експедицію поповнять ще чотири члени екіпажу корабля SpaceX Crew-11. У липні ж 2025 року корабель SpaceX Crew-10 відстикується від станції і повернеться на Землю разом із чотирма членами екіпажу. 27 листопада 2025 року експедицію поповнять три члени екіпажу корабля Союз МС-28. Завершиться експедиція 9 грудня 2025 року в момент відстикування від станції корабля Союз МС-27 із трьома членами екіпажу.

## Хід місії
19 квітня 2025 року о 21:57 (UTC) від станції від'єднався корабель Союз МС-26 та з цього моменту почалась робота 73-ї експедиції у складі 7 космонавтів (трьох членів екіпажу корабля Союз МС-27 та чотирьох — SpaceX Crew-10).
22 квітня о 12:40 UTC до станції пристикувався вантажний корабель SpaceX CRS-32, який доставив 3021 кг корисного навантаження.
1 травня космонавти Енн Макклейн та Ніколь Айерс здійснили вихід у відкритий космос тривалістю 5 год. 44 хв., під ча якого виокнали роботи з демонтажу старого обладнання та встановлення нового.
23 квітня о 16:05 (UTC) вантажний корабель SpaceX CRS-32 від'єднався від станції та невдовзі опустився у Тихому океані. Корабель повернув на Землю результати наукових експериментів.
26 червня о 10:31 (UTC) до станції прибув корабель Axiom Mission 4 комерційної місії компанії Axiom Space. На борту корабля — космонавтка Пеггі Вітсон та троє космічних туристів — Шубханшу Шукла, Славош Узнаньський, Тибор Капу.
1 липня о 18:43 (UTC) від станції від'єднався вантажний корабель Прогрес МС-29, який невдовзі було затоплено в Тихому океані.
5 липня о 21:25 (UTC) до станції прибув вантажний корабель Прогрес МС-31, який доставив 2625 кг корисного вантажу.
14 липня о 11:15 (UTC) після 18 днів перебування на станції, від МКС від'єднався корабель Axiom Mission 4 із чотирма космонавтами-відвідувачами.